# David Bowers
David Bowers es un animador y director de cine originario de Stockport, Gran Mánchester, en el Reino Unido.

## Primeros años
Bowers estudió animación en el West Surrey College of Art and Design en Farnham, pero lo dejó en el primer año para trabajar en Who Framed Roger Rabbit bajo la dirección de Richard Williams.

## Carrera
Después de Roger Rabbit, Bowers trabajó en Cosgrove Hall en las series de televisión de culto Danger Mouse y Duckula antes de mudarse a Londres para trabajar en el estudio Amblimation de Steven Spielberg. Trabajó como animador en An American Tail: Fievel Goes West para luego ir a trabajar como freelance en comerciales y películas. Más tarde, Bowers regresó a Amblimation para trabajar en el desarrollo de la historia y como supervisor de animación de Balto.
Con la fundación de DreamWorks SKG, Bowers se mudó a Los Ángeles para trabajar como artista de storyboard en The Prince of Egypt y en The Road to El Dorado. Fue durante este período que conoció a Nick Park y a Peter Lord de Aardman, quienes le pidieron que les ayudara en el guion del primer largometraje de Aardman, la aclamada Chicken Run. Finalmente fue acreditado como supervisor de storyboard.
Después de Chicken Run, Bowers se movió entre Los Ángeles y Bristol, Reino Unido, trabajando en varios proyectos de DreamWorks y Aardman, incluyendo la comedia animada El espantatiburones y la ganadora del Óscar Wallace & Gromit: The Curse of the Were-Rabbit, antes de dirigir su primera película, Flushed Away, con Sam Fell.
Dirigió una adaptación al cine del clásico de Osamu Tezuka Astro Boy de Imagi Animation Studios y Summit Entertainment, que fue lanzada en el 2009.
Bowers es puesto en la dirección de su primera película de acción en vivo, Diary of a Wimpy Kid 2: Rodrick Rules, que se estrenó el 25 de marzo del 2011.

## Filmografía
- Flushed Away (2006 - director, guionista, voces adicionales)
- Astro Boy (2009 - director, escritor, voz de Mike The Fridge)
- The RRF in New Recruit (2010 - director, voz de Mike The Fridge) (cortometraje)
- Astro Boy vs. The Junkyard Pirates (2010 - director) (cortometraje)
- Diary of a Wimpy Kid 2: Rodrick Rules (2011 - director)
- Diary of a Wimpy Kid 3: Dog Days (2012 - director)